# Mary Bankes
Mary Bankes, ursprungligen Mary Hawtrey, född 1598, död 11 april 1661, var en engelsk rojalist. Hon blev berömd för sitt försvar av Corfu Castle under en treårig belägring under det engelska inbördeskriget, från 1643 till 1646. Hon var dotter till Ralph Hawtry, Esquire of Ruislip, Middlesex, och Mary Altham. Hon gifte sig år 1618 med Attorney general Sir John Bankes. 
I maj 1643 belägrades Corfu Castle av en parlamentarisk styrka under Walter Erle. Bankes hade då ansvaret för slottet under makens och sönernas frånvaro. Hon tog befälet över försvaret och bad om en undsättning, och mottog då en styrka under Robert Lawrence. Slottet anfölls under Erle, och dess yttre borggård försvarades då av Lawrence, medan dess inre befästning försvarades av Mary och hennes döttrar och anställda, som bland annat bombarderade fienden med upphettade stenar. Corfu Castle föll inte förrän år 1646, då parlamentets soldater släpptes in genom en sidoingång av en förrädare efter att ha klätt ut sig till rojalister. Bankes tvingades då ge upp slottet, som förstördes på order av parlamentet. I erkänsla över hennes tapperhet fick hon dock behålla dess nycklar. 
Mary Bankes bosatte sig senare på herrgården Eastcoate, som köptes till henne av hennes söner.